# Björsjöån
Björsjöån är ett vattendrag i Ljusdals kommun, Hälsingland. Björsjöån rinner upp i Björsjösjön och mynnar i Ljusnan nära Skytesvallen cirka 2 mil nordväst om  Färila. Åns längd är ca 5 km räknat från Björsjösjön, inklusive källflöden cirka 15 km. Avrinningsområde ca 70 km².
Under de 5 km som den egentliga Björsjöån strömmar mellan Björsjösjön och Ljusnan faller den hela 50 m, men större delen av fallhöjden (ca 40 m) är att hänföra till den sista halvkilometern före utloppet i Ljusnan, då ån alltså har en lutning på hela 8%!
Åns viktigaste källflöden är Villingsbäcken, Puckbäcken och Slåttbäcken.